# Miloslav Hamer
Miloslav Hamer (* 22. Juni 1913; † 4. Februar 2002) war ein tschechoslowakischer Tischtennisspieler. Von 1932 bis 1939 nahm er an allen acht Weltmeisterschaften teil und wurde dabei zweimal Weltmeister.
Oft – auch in der ITTF-Datenbank – wird der Name mit „Hamr“ angegeben. In tschechischen Quellen findet sich aber oft die Schreibweise „Hamer“.
Bei der achtmaligen WM-Teilnahme kam Miloslav Hamer auf insgesamt neun Medaillen. Die größten Erfolge waren die beiden Weltmeistertitel 1936 im Mixed mit Gertrude Kleinová und 1939 mit der Mannschaft. Dazu holte er vier Silbermedaillen, nämlich 1934, 1935 und 1936 im Teamwettbewerb. Bronze erreichte er 1934 im Doppel mit Kohn und 1937 mit Adolf Šlár. Dazu kommen drei Halbfinals mit der Mannschaft (1936, 1937 und 1938).
Mehrmals trat er bei  Internationalen deutschen Meisterschaften an. Hier siegte er im Einzel 1935, 1938 und 1939, im Doppel 1938 (mit Bohumil Váňa) und 1939 (mit Ivan Andreadis) sowie im Mixed 1935 (mit Gertrude Kleinová) und 1939 mit Gertrude Kleinová.
Im Jahre 1955 drehte Jiří Jahn mit Unterstützung des Chefredakteurs der Zeitschrift Tennis-stolní tennis, Josef Stein, in den Filmstudios von Gottwaldov den zweiteiligen Dokumentarfilm Stolní tenis („Tischtennis“), bei dem neben Miloslav Hamer u. a. auch Ladislav Štípek, Bohumil Váňa, Ludvík Vyhnanovský und Adolf Šlár mitwirkten.
2002 starb Miloslav Hamer. Er wurde auf dem Friedhof in Vršovice (Prag) beigesetzt.

## Turnierergebnisse
| Verband | Veranstaltung     | Jahr | Ort     | Land | Einzel        | Doppel     | Mixed         | Team       |
| ------- | ----------------- | ---- | ------- | ---- | ------------- | ---------- | ------------- | ---------- |
| SVK     | Weltmeisterschaft | 1932 | Prag    | TCH  | letzte 128    | letzte 32  |               |            |
| TCH     | Weltmeisterschaft | 1933 | Baden   | AUT  | letzte 16     |            | letzte 16     | 2          |
| SVK     | Weltmeisterschaft | 1934 | Paris   | FRA  | letzte 32     | Halbfinale | Viertelfinale | 2          |
| SVK     | Weltmeisterschaft | 1935 | Wembley | ENG  | Viertelfinale | letzte 32  | Viertelfinale | 2          |
| SVK     | Weltmeisterschaft | 1936 | Prag    | TCH  | letzte 32     |            | 1             | Halbfinale |
| TCH     | Weltmeisterschaft | 1937 | Baden   | AUT  | letzte 16     | Halbfinale | letzte 32     | Halbfinale |
| TCH     | Weltmeisterschaft | 1938 | Wembley | ENG  | letzte 16     | letzte 16  | letzte 16     | Halbfinale |
| TCH     | Weltmeisterschaft | 1939 | Kairo   | EGY  | letzte 32     | 2          | letzte 16     | 1          |